# 菲利普·揚科維奇
菲利普·揚科維奇（1995年1月17日—）是一位塞爾維亞足球運動員。在場上的位置是邊鋒。他現在效力於意大利足球乙級聯賽球隊卡塔尼亞足球俱樂部。他也代表塞爾維亞各級國青隊參賽。